# Отумн Пелтије
Отумн Пелтије (27. септембра 2004) је оџибванка и међународни признати заштитник чисте воде. Она се залаже за заштиту воде и због тога је добила надимак „водени ратник". Отумн се обратила светским лидерима у Генералној скупштини УН-а о питању заштите вода у својој тринаестој години, у 2018. години.

## Лични живот
Живи на острву Манитулин у северном Онтарију. Залагала се за заштиту воде већ са осам година, а инспирисала ју је тетка Џозефина Мандамин. Пресудан тренутак њеног залагања био је присуствовање церемонији у резервату реке и видео који је знак упозорења против пијења воде и сазнања да немају сви људи у Канади приступ чистој води за пиће.

## Заштитник воде
Отумн је убрзо постала потражив говорник. Добијала је националне и међународне извештаје и обавештење када је састанак скупштине, представили су је премијеру Канаде Жистену Тридоу и, иако није имала времена да одржи свој припремљени говор, попричали су о његовој евиденцији о заштити вода и његовој подршци за гасоводе. Учествовала је на међународним догађајима попут Дечје климатске конференције у Шведској.
У априлу 2019. године именована је за главног члана комисије за воду. На том положају је раније била њена тетка Џозефина Мандамин.
У септембру 2019. године јој је додељена међународна дечја награда за мир и именована је од Савеза забринутих научника Сједињених Држава за научне заштитнике 2019. године. Позвана је и на самит о климатским акцијама генералног секретара организација Уједињених нација у Њујорку 2019. и 2018.

## Награде и признања
- Номинована за међународну дечју награду за мир, 2017, 2018, 2019.[2][10][11][12]
- Награда за младе грађане Онтариа, 2017.[13]
- Медаља за изузетни волонтеризам, коју су доделили генерални гувернер Канаде и потпуковник у Онтарију, март 2017.[14]
- Награда водени ратник на Филмском фестивалу водених документараца у Торонту, 2019.[3]
- Награда за младог лидера, награда Удружења за социјалне услуге општине Онтариа, 2019.[15]